# Self Control
Self Control is een nummer, geschreven door Raffaele Riefoli (Raf), Giancarlo Bigazzi en Steve Piccolo. Het nummer gaat niet zozeer over de zelfbeheersing, die de hoofdpersoon te berde brengt, maar juist het gebrek daaraan ("You take my self, you take my self control"). Op 23 juni 1984 werd het nummer op single uitgebracht.

## Raf
Self Control is de debuutsingle van Raffaele Riefoli, uitgebracht onder zijn artiestennaam Raf. Het is afkomstig van zijn debuutalbum Raff. Raf had toen alleen nog een platencontract in Europa. Het nummer dat in 1983 werd geschreven kon daarom door hem alleen aldaar uitgegeven worden. Hij had dan ook voornamelijk plaatselijk succes met name in zijn geboorteland Italië, maar ook in Zwitserland haalde deze single de eerste plaats. In Nederland en België was er voor hem geen succes weggelegd, het haalde de hitparades niet.

## Laura Branigan
Raff en Bigazzi verkochten het lied via zijn muziekuitgeverij door aan de Amerikaanse zangeres Laura Branigan. Bigazzi had al eerder met Branigan een hit met Gloria. Branigan nam het vervolgens op voor haar album Self Control uit 1984. Door een ongelukkige samenloop van omstandigheden kwam de versie van Branigan gelijktijdig met die van Raf uit. Men beschuldigde Raf eerst nog van plagiaat, maar al snel bleek, dat Branigan wel degelijk het copyright van Raf had vermeld. De versie van Branigan, gearrangeerd door Robbie Buchanan en Harold Faltermeyer, overschaduwde die van Raf, behalve in Rafs' thuisland Italië; daar werd een 16e positie behaald. In Branigan's thuisland de VS werd de 5e positie behaald in de Billboard Hot 100, in Canada de nummer 1-positie, Australië de 3e, Nieuw-Zeeland de 26e, Duitsland, Oostenrijk en Zwitserland de nummer 1-positie, Ierland de 2e en in het Verenigd Koninkrijk de 4e positie in de UK Singles Chart.
In Nederland werd de plaat in het voorjaar van 1984 door dj Frits Spits en producer-invaller Tom Blomberg veel gedraaid in het populaire NOS  radioprogramma De Avondspits op Hilversum 3 en werd een radiohit in de destijds drie landelijke hitlijsten op de nationale publieke popzender. De plaat bereikte de 7e positie in zowel de Nederlandse Top 40 als de TROS Top 50 en de 10e positie im de Nationale Hitparade. In de Europese hitlijst op Hilversum 3, de TROS Europarade, werd de nummer 1-positie behaald.
In België bereikte de plaat de 3e positie in zowel de voorloper van de Vlaamse Ultratop 50 als de Vlaamse Radio 2 Top 30. In Wallonië werd géén notering behaald.
In de sinds december 1999 jaarlijks uitgezonden NPO Radio 2 Top 2000 van de Nederlandse publieke radiozender NPO Radio 2 stond de plaat tot nu toe uitsluitend in 2000 genoteerd op een 1860e positie.

## Hitnoteringen

### Nederlandse Top 40
| Positie: | 31 | 20 | 12 | 9 | 7 | 8 | 11 | 20 | 30 | 37 | 40 | uit |

### Nationale Hitparade
| Positie: | 11 | 11 | 10 | 14 | 13 | 21 | 29 | 42 | uit |

### TROS Top 50
Hitnotering: 07-06-1984 t/m 09-08-1984. Hoogste notering: #7 (2 weken).

### TROS Europarade
Hitnotering: 17-06-1984 t/m 05-11-1984. Hoogste notering: #1 (5 weken).

### Vlaamse Radio 2 Top 30
| Positie: | 30 | 16 | 13 | 6 | 5 | 3 | 3 | 7 | 6 | 9 | 12 | 19 | 18 | uit |

### Vlaamse Ultratop 50
| Positie: | 34 | 19 | 12 | 4 | 3 | 3 | 4 | 7 | 9 | 12 | 13 | 20 | 21 | uit |

### NPO Radio 2 Top 2000
Self Control stond alleen in 2000 in de NPO Radio 2 Top 2000, op plek 1860.

## Covers
Van het lied verschenen tientallen covers. Ricky Martin kwam in 1993 met een latinoversie Que dia es hoy (Welke dag is het vandaag). Het Duitse Royal Gigolos kwamen met een danceversie, net als de Deense danceband Infernal. Een opvallende tussen die versies is die van Paul Mauriat, normaal uiterst romantisch aangelegd. Geen van deze versies kon het succes van Raf dan wel Branigan evenaren.